# Mercado de la Plaza de Viena

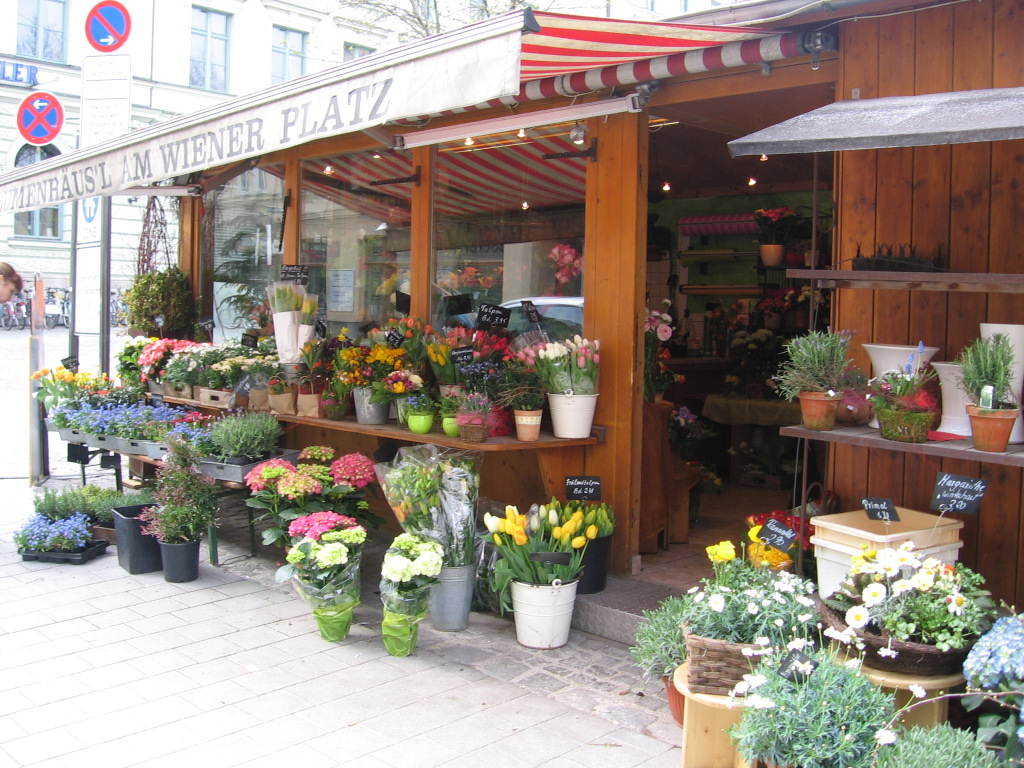
Mercado de la Plaza de Viena, Múnich.

El Mercado de la Plaza de Viena (Wiener Markt) es una feria diaria y el corazón del barrio de Haidhausen, Múnich. 
Aquí uno puede abastecerse de todo lo necesario para la alimentación diaria. Pero también el paladar más exigente quedará satisfecho. En las tiendas de delikatessen y los puestos de especialidades encontraremos algo para todos los gustos.

## Historia

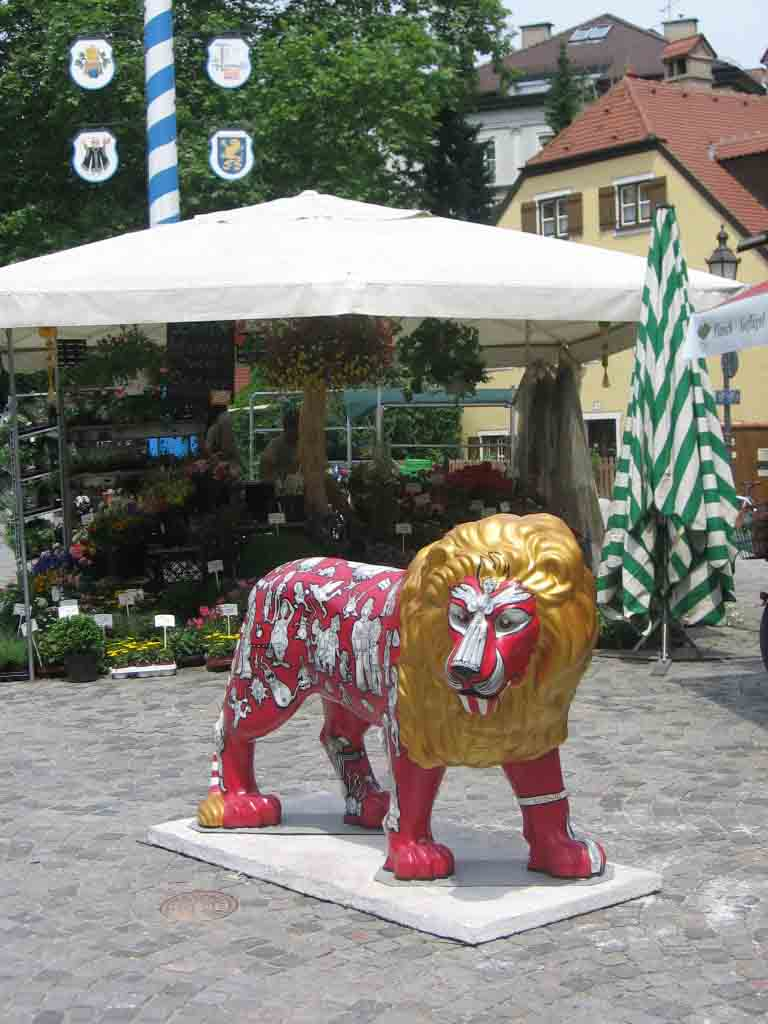
Mercado de la Plaza de Viena, el león.

En el año 1891 la plaza fue bautizada con el nombre de la ciudad austríaca de Viena. Se eligió ese nombre porque por allí pasaba la calle Innere Wiener Straße de donde salía la carretera hacia Viena.
Der Wiener Markt, el más pequeño de los cuatro mercados permanentes de alimentos en Múnich, tiene una larga y variada historia. El 01.11.1889 el mercado que hasta entonces se celebraba en la calle Preysingstraße fue trasladado al actual emplazamiento. Firmado por su alcalde Dr. von Widenmeyer, es considerada como “la partida de nacimiento” del mercado.
En la Segunda Guerra Mundial el mercado sufrió grandes daños, siendo reconstruido en los años después de la guerra.
Al terminar las obras de reconstrucción de la Wiener Platz en octubre del año 2002 la plaza y el mercado se convirtieron, de nuevo, en una joya de Haidhausen. La gran Fiesta de Mayo en 2003 junto con la colocación del árbol de mayo, una donación de la asociación Freunde Heidhausens (amigos de Haidhausen), mostraron claramente la importancia central de la plaza y del mercado para el barrio.

## Horario
Los vendedores del mercado están a su disposición según el marco legal del horario (apertura de lunes a sábado máximo hasta las 20:00; las floristerías, las panaderías y la gastronomía tienen horarios propios)

## Medios de transporte públicos
- Metro: Línea 4/5, estación Max-Weber-Platz, desde allí aprox. 3 minutos andando
- Tranvía: Línea 18, parada Wiener Platz

## Acceso en coche
Desde Max-Weber-Platz o Gasteig (el centro cultural) por la calle Innere-Wiener-Straße